# リクルートGINZA8ビル
リクルートGINZA8ビルは、かつて東京都中央区銀座八丁目に所在していたオフィスビルである。

## 概要
1981年3月に、日本リクルートセンター本社ビルの名称で竣工した。銀座八丁目の外堀通り沿いに位置し、同社のコーポレートカラーである青色の反射ガラスカーテンウォールの外観が特徴である。通称「G8」とも呼ばれ、リクルートのシンボルとして知られたが、業務拡大によりオフィスは内幸町や汐留など都内11か所に分散した。機能集約を目指し、2005年末より移転が具体化。翌年に千代田区丸の内のグラントウキョウサウスタワーへの移転が決定。事業拠点は2008年にGINZA8ビルとグラントウキョウ、リクルートGINZA7ビル（現 ヒューリック銀座7丁目ビル）の3か所に集約された。これ以降も登記上の本店は引き続きGINZA8ビルに置かれていた。2022年7月4日、登記上の本店もグラントウキョウサウスタワー（東京都千代田区丸の内一丁目9番2号）へ変更した。

## 売却と解体
2021年2月5日、リクルートは当ビルをヒューリックへ売却。売却額は非公表だが、200億円程度と報じられている。
2024年2月から解体開始。工期は2025年4月1日まで。